# Karl von Urban
Karl Freiherr von Urban (ur. 31 sierpnia 1802 w Krakowie, zm. 1 stycznia 1877 w Brnie) – oficer Armii Cesarstwa Austriackiego w stopniu marszałka polnego porucznika.

## Życiorys
Po ukończeniu szkolenia kompanii kadetów w Ołomuńcu rozpoczął służbę w 29. Pułku Piechoty. Jako kadet pułkowy uczestniczył w walkach przeciwko powstańcom włoskim w 1821, a po zakończeniu tłumienia rozruchów awansował na stopień chorążego (niem. Fähnrich). W 1828 roku, po awansie na podporucznika (niem. Unterlieutenant) został przeniesiony do 59. Pułku Piechoty. Służył tam do awansu na majora w 1844 roku, kiedy otrzymał przydział do 13. Pułku Piechoty Obrony Krajowej. W tym czasie pełnił również obowiązki adiutantem dywizji na Morawach oraz był wykładowcą w szkole dywizyjnej. W trackie Wiosny Ludów, już w stopniu podpułkownika (niem. Oberstleutnant), uczestniczył w walkach w Transylwanii. Zdecydowanie sprzeciwił się rekrutacji do Honwedów, co skutecznie uniemożliwiło utworzenie tej formacji. W 1850 roku, za zasługi podczas tłumienia powstanie węgierskiego, został awansowany na stopień generała majora (niem. Generalmajor) oraz odznaczony Kawalerią Orderu Marii Teresy. Rok później mianowany dowódcą okręgu wojskowego w Transylwanii oraz brygadierem w 12. Korpusie. W 1853 roku awansował na Adlatusa komendanta Żandarmerii, a 30 września 1857 roku otrzymał stopień marszałka polnego porucznika (niem. Feldmarschalleutnant) i dowództwo nad dywizją w 7. Korpusie Armijnym. W trakcie wojny austriacko-piemonckiej wziął udział między innymi w bitwie pod Montebello i w bitwie pod San Fermo. Po zakończeniu konfliktu powierzono mu tymczasowe dowództwo nad twierdzą w Weronie, a następnie dostał pod swoje rozkazy dywizję piechoty w 4. Korpusie. Od 1862 roku, do przejścia na emeryturę w 1865 roku służył w dowództwie generalnym w Brnie. Zginał śmiercią samobójczą w 1877 roku.

## Odznaczenia
Odznaczenia Carla von Urbana to między innymi:
- Kawaler Orderu Marii Teresy
- Kawaler Orderu Leopolda
- Order Świętego Włodzimierza III klasy (Imperium Rosyjskie)
- Cesarski i Królewski Order Świętego Stanisława I klasy (Imperium Rosyjskie)
- Order Świętej Anny II klasy z koroną (Imperium Rosyjskie)
- Order Zasługi Świętego Michała (Bawaria)